# Deine Schuld
Deine Schuld ist ein Lied der deutschen Rockband Die Ärzte aus dem Jahr 2003. Das Lied ist der zweite Titel der zweiten CD des 2003 erschienenen Albums Geräusch. Thematisch beschäftigt er sich kritisch mit dem Nicht-Handeln und Nicht-Aktiv-Werden, um die Welt besser zu machen („Schuld durch Nichtstun“).

## Musikvideo
In dem Musikvideo werden die Bandmitglieder beim Fischen gezeigt. Die Welt wird allerdings immer mehr bedrückend, bis die Gravitation nachlässt und alles in einem apokalyptischen Szenario nach oben in schwarze Wolken gerissen wird. Dies beginnt allmählich und steigert sich immer mehr, indem zum Beispiel anfangs nur Fische, dann Bäume und später auch das Wasser hochgesogen wird.

## Inhalt
Das Lied dreht sich um die Schuld, die man hat, wenn man gegen Missstände nichts unternimmt. Die meisten Menschen ignorieren Warnsignale. Der Song appelliert an die Vernunft, für eine bessere Welt aktiv zu werden.

## Chartplatzierungen
| ChartsChartplatzierungen | Höchstplatzierung | Wochen |
| ------------------------ | ----------------- | ------ |
| Deutschland (GfK)        | 12 (15 Wo.)       | 15     |
| Österreich (Ö3)          | 5 (15 Wo.)        | 15     |
| Schweiz (IFPI)           | 8 (30 Wo.)        | 30     |

## Coverversionen
- 2011: Neonazi Daniel Giese alias Gigi in Musica
- 2016: Heinz Rudolf Kunze[4]
- 2018: Goitzsche Front[5]

## Trivia
Die 245 Abiturienten des Bundeslandes Brandenburg, die ihren Abschluss 2018 mit der Note 1,0 bestanden hatten, erhielten Urkunden von Ministerin Britta Ernst versehen mit der Songzeile „Es ist nicht deine Schuld, dass die Welt ist, wie sie ist. Es wäre nur deine Schuld, wenn sie so bleibt.“